# Rio Reis Magos
Rio Reis Magos är ett vattendrag i Brasilien.   Det ligger i delstaten Espírito Santo, i den sydöstra delen av landet, 900 km sydost om huvudstaden Brasília.
I omgivningarna runt Rio Reis Magos växer huvudsakligen städsegrön lövskog.